# Susana Gisbert Grifo
Susana Gisbert Grifo (Valência, 1966) é fiscal especializada em violência de género, porta-voz da Promotoria Provincial de Valência e escritora.
Licenciou-se na carreira de Direito pela Universidade de Valência no ano 1989 e promotor desde 1992. Começou exercendo como Promotor em matéria penal e de protecção de menores na Promotoria da Audiência Provincial de Castellón em 1993. Entre 1993 a 2008 desempenhou o cargo de Promotor do Tribunal Superior de Justiça de Valencia adscrita primeiro em Gandía e depois em Valencia pertencendo à secção de Violência sobre a mulher e as secções especiais de Júri, Vítimas do Delito e Delitos tecnológicos.
Foi proposta por Podemos para ser magistrada do Tribunal Constitucional designada pelas Cortes Valencianas em 2017.

## Prémios e Distinções
Tem ganhado diferentes prémios de narrativa entre os que destacam:
- 1º prémio VIII certamen de narrativa breve da Prefeitura de Valência, 2009 (Secção da Mulher, Concejalía de Bem-estar social).[4]
- 2º prémio Certamen de Narrativa Breve Fundação Hugo Zárate 2009.[5]
- 1º prémio Certamen de Narrativa Carolina Planells Contra a Violência de Género 2012.
- 1ª prémio Certamen de Relatos Curtos “Mulheres” 2013 da Concejalía de Cultura da Prefeitura de Benetússer.